# Onofrio Panvinio
Onofrio Panvinio (Verona, 1530 - Palermo, 1568) foi um historiador e teólogo do  Ordem de Santo Agostinho. Cuidou da revisão da biblioteca do Vaticano e é autor de uma história da República Romana (De republica Romana, 1558) e numerosas obras sobre história dos primeiros Cristãos.

## Obras
- De fasti et triunfi Romanorum a Romulo usque ad Carolum V;; (Veneza, 1557)
- Uma edição revisada de Fasti consulares de Carolus Sigonius (Veneza, 1558)
- De comitiis imperatoriis (Basileia, 1558)
- De republica Romana (Veneza, 1558)
- "Epitome Romanorum pontificum" (Veneza, 1557)
- XXVII Pontífice. Máx. louve e imagine" (Roma, 1568)
- De sibyllis et carminibus sibyllinis (Veneza, 1567)
- Chronicon ecclesiasticum em C. Julii Caesaris tempore usque ad imp. Maximiliano II (Colônia, 1568)
- De episcopatibus, titulis, et diaconiis cardinalium (Veneza, 1567)
- De ritu sepeliendi mortuos apud veteres Christianos (Colônia, 1568)
- De praecipuis urbis Romae santioribusque basilicis (Roma, 1570; Colônia, 1584)
- "De primatu Petri et apostolicae selis potestate" (Verona 1589)
- "Livro X da varia Romanorum pontificum Creatione" (Veneza, 1591)
- De bibliotheca pontificia vaticana (Tarragona, 1587)
- "Augustiniani ordinis crônico" (Roma, 1550)
- De ludis circensibus (Veneza, 1600)
- Epitome antiquitatum romanarum (Roma, 1558)
- "De Antique Romanorum Religione"